# 吉氏鋸鱗魚
吉氏鋸鱗魚為輻鰭魚綱金眼鯛目金鱗魚亞目金鱗魚科的其中一種，被IUCN列為次級保育類動物，分布於東太平洋的克利珀島海域，棲息深度10-37公尺，體長可達21.4公分，棲息在礁石區。

## 擴展閱讀
維基物種上的相關：吉氏鋸鱗魚